# Långtjärnen (Kalls socken, Jämtland, 709552-136754)
Långtjärnen är en sjö i Åre kommun i Jämtland och ingår i Indalsälvens huvudavrinningsområde. Sjön har en area på 0,124 kvadratkilometer och ligger 769,5 meter över havet. Sjön avvattnas av vattendraget Flesån.

## Delavrinningsområde
Långtjärnen ingår i det delavrinningsområde (709525-136940) som SMHI kallar för Inloppet i Fallerentjärnarna. Medelhöjden är 862 meter över havet och ytan är 7,16 kvadratkilometer. Det finns inga avrinningsområden uppströms utan avrinningsområdet är högsta punkten. Flesån som avvattnar avrinningsområdet har biflödesordning 2, vilket innebär att vattnet flödar genom totalt 2 vattendrag innan det når havet efter 387 kilometer. Avrinningsområdet består mestadels av kalfjäll (97 procent). Avrinningsområdet har 0,19 kvadratkilometer vattenytor vilket ger det en sjöprocent på 2,6 procent.